# Tambourine
Tambourine jest rapowym utworem napisanym przez Eve, Swizza Beatza i Seana Garreta na czwarty album Eve Here I Am (2008). Utwór wydano jako pierwszy singel:
- maj 2007 (Stany Zjednoczone)
- sierpień 2007 (Wielka Brytania)
- wrzesień 2007 (Niemcy)

Utwór zagościł w ścieżce dźwiękowej do filmu: Fantastyczna Czwórka: Narodziny Srebrnego Surfera oraz wylądował na 68 miejscu magazynu Rolling Stone najlepszych utworów roku 2007